# Рейковий класифікатор
Рейковий класифікатор (рос. реечный классификатор, англ. rake classifier, rake-type classifier, Dorr classifier; нім. Rechenklassierer m, Dorrklassifikator m) – апарат у технології збагачення корисних копалин для розділення за крупністю дрібних та тонких мінералів, у якому осаджений (грубий) продукт вивантажується примусовим переміщенням його по похилій площині рейковим пристроєм з граблинами. Р.к. здебільшого застосовується у замкненому циклі з кульовими або стержневими млинами в схемах мокрого подрібнення руд. 

## Дивись також
- Класифікація у збагаченні корисних копалин